# Campionati mondiali di ginnastica moderna 1973
I VI Campionati mondiali di ginnastica moderna si sono svolti a Rotterdam, nei Paesi Bassi, dal 15 al 18 novembre 1973.

## Risultati
| Evento                          | Oro                                                              | Argento                                         | Bronzo                                       |
| Individuale (cerchio)           | Marija Gigova Bulgaria 19,500                                    | Krasimira Filipova Bulgaria 19,200              | Neška Robeva Bulgaria 19,150                 |
| Individuale (clavette)          | Galima Šugurova Unione Sovietica 18,550                          | Natal'ja Krašeninnikova Unione Sovietica 18,450 | Marija Gigova Bulgaria 18,250                |
| Individuale (nastro)            | Galima Šugurova Unione Sovietica 19,350                          | Natal'ja Krašeninnikova Unione Sovietica 19,250 | Marija Gigova Bulgaria 19,150                |
| Individuale (palla)             | Galima Šugurova Unione Sovietica 19,700                          | Natal'ja Krašeninnikova Unione Sovietica 19,450 | Neška Robeva Bulgaria 19,100                 |
| Individuale (concorso completo) | Marija Gigova Bulgaria / Galima Šugurova Unione Sovietica 37,850 | --                                              | Natal'ja Kračinekova Unione Sovietica 37,800 |
| Concorso a squadre              | Unione Sovietica 37,500                                          | Cecoslovacchia 36,850                           | Germania Est 36,600                          |

## Medagliere
| Pos. | Nazione          | Oro | Argento | Bronzo | Totale |
| 1    | Unione Sovietica | 5   | 3       | 1      | 9      |
| 2    | Bulgaria         | 2   | 1       | 4      | 7      |
| 3    | Cecoslovacchia   | 0   | 1       | 0      | 1      |
| 4    | Germania Est     | 0   | 0       | 1      | 1      |